# Perama

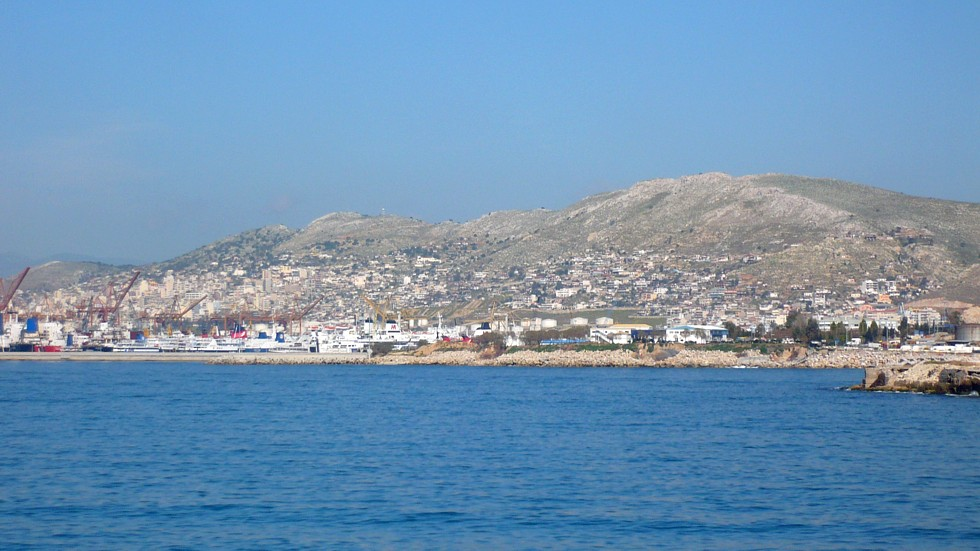
Perama

Perama este un oraș în Grecia în prefectura Pireu.
- Area: 15 km²
- Coordonate: 37°57′55″N 23°33′25″E / 37.96528°N 23.55694°E

## Populație
| Annul | Populație | Densitate    |
| ----- | --------- | ------------ |
| 1981  | 23,012    | 1,534.13/km² |
| 1991  | 24 119    | 1 607.93/km² |